# 2008年夏季残疾人奥林匹克运动会田径比赛
2008年夏季残疾人奥林匹克运动会田径比赛由9月8日至9月17日在国家体育场舉行，比賽合共產生160枚金牌。

## 比赛分级
残奥会田径比赛级别根据田赛和径赛分别在级别前加T（径赛）和F（田赛），全能比赛则加P前缀，总体共分如下级别：
- 视力障碍运动员（下文视力指最佳矫正视力）（田赛和径赛使用相同级别）：
  - 11级：双眼无感光，全盲
  - 12级运动员的视力为从能识别手的形状到0.03和／或视野小于5°
  - 13级运动员的视力从0.03以上到0.1和／或视野大于5°小于20°。
- 脑瘫运动员（田赛和径赛使用相同级别，31-34级需要使用轮椅，35-38级不需要）
  - 31~38级（数字越小，残障程度越高）
- 脊椎损伤运动员
  - 51~58级（数字越小，残障程度越高，径赛不使用55~58级的级别）
- 截肢运动员
  - 共分9个级别分别参加轮椅组和非轮椅组比赛
- 其他残障运动员（在T或F前再加上LA前缀）
- 1~6级（数字越小，残障程度越高，田赛中1~4级可使用轮椅，径赛中1~2级可使用轮椅，径赛没有5~6的级别）[1]

## 比賽項目
本屆田径比賽設有30个项目，其中男子18个小项共计100组，女子12个小项共计60组，
- 男子100米（T11、T12、T13、T35、T36、T37、T38、T42、T44、T46、T52、T53、T54）
- 男子200米（T11、T12、T13、T36、T37、T38、T44、T46、T52、T53、T54）
- 男子400米（T11、T12、T13、T36、T38、T44、T46、T52、T53、T54）
- 男子800米（T12、T13、T36、T37、T46、T52、T53、T54）
- 男子1500米（T11、T13、T46、T54）
- 男子5000米（T11、T13、T46、T54）
- 男子10000米（T12）
- 男子4X100米接力（T11-13、T35-38、T42-46、T53/54）
- 男子4X400米接力（T53/54）
- 男子马拉松（T12、T16、T52、T54）
- 男子掷棒（F32/51）
- 男子铁饼（F11/12、F32/51、F33/34/52、F35/36、F37/38、F42、F44、F53/F54、F55/F56、F57/F58）
- 男子跳高（F46）
- 男子标枪（F11/12、F33/34/52、F35/36、F37/38、F42/44、F53/F54、F55/F56、F57/F58）
- 男子跳远（F11、F12、F37/38、F42/44、F46）
- 男子铅球（F11/12、F32、F33/34/52、F35/36、F37/38、F40、F42、F44、F53/F54、F55/F56、F57/F58）
- 男子三级跳远（F11、F12）
- 男子五项全能（P12、P44）
- 女子100米（T11、T12、T13、T36、T37、T38、T42、T44、T46、T52、T53、T54）
- 女子200米（T11、T12、T13、T36、T37、T38、T44、T46、T52、T53、T54）
- 女子400米（T12、T13、T53、T54）
- 女子800米（T13、T53、T54）
- 女子1500米（T13、T54）
- 女子5000米（T54）
- 女子4X100米接力（T53/54）
- 女子马拉松（T54）
- 女子铁饼（F13、F32-34/51-53、F35/36、F37/38、F40、F42-46、F54-56、F57/58）
- 女子标枪（F33/34/52/53、F35-38、F42-46、F54-56、F57/58）
- 女子跳远（F12、F13、F42、F44）
- 女子铅球（F13、F32-34/52/53、F35/36、F37/38、F40、F42-46、F54-56、F57/58）

## 比賽規則
- 大部分径赛包括预赛、半决赛和决赛等，少部分径赛（如马拉松）直接进行决赛，田赛则直接进行决赛。部分级别的视觉障碍运动员比赛时允许由引导员进行引导，长距离比赛，引导员可以不止1人。

## 參賽資格
本屆残奥会田径比賽總共有1035名運動員參賽，其中男子710名，女子325名。每个组别参赛运动员最多20名，各個國家及地區残奥委最多可以派出男女共80人参赛，但若该国或地区未能用完全部分配到的女子名额，其男子项目名额会相应削减，以使该残奥委参赛女运动员不少于总人数30%，若该残奥委未能使用任何分配到的女子参赛名额，则男子项目名额减少为2个，通过外卡方式获得的名额不受此条限制。但同一项目同一性别同一级别的比赛中最多只能有3名运动员，所有运动员必须符合最低参赛标准，A标运动员参加比赛项目没有数目限制。若A标运动员参赛人数少于三名，则该成员协会可以选择一名B级运动员。各成员协会最多可以在三个比赛项目中选择B标运动员。各成员协会最多可以为每个接力项目报六名达到参赛标准的运动员。各成员协会参加马拉松的达到参赛标准运动员最多人数为六名，其中只参加马拉松一项比赛的运动员最多三名。
所有選手必須在2006年10月1日至2008年7月1日期間符合最低參賽資格。
除外卡选手外，田径运动员在预赛中所获得的参赛资格并不属于他自己，而是属于他所在的残奥委，最终出战的选手是由各国及地区残奥委根据所获得的席位数选择的相应数目的队员（例如甲乙丙三名运动员为其所在残奥委获得了三个席位，该奥委会最终可能派出丙丁戊三队员参赛）。

### 資格賽名額
男子
| 資格賽                                   | 出線資格                     | 总名額數量 | 备注 |
| ---------------------------------------- | ---------------------------- | ---------- | --- |
| 2006国际残奥会世界锦标赛成绩排名分配方法 | 单项排名前4                  | 400個      | 如果有超过以上数目的运动员达到标准。国际残奥会委员会将会根据各成员协会运动员的以前最佳表现按比例分配，也就是根据运动员的世界排名来决定名额的分配。如果达到以上标准的运动员人数不足，国际残奥会委员会将余下参赛名额按达标成绩MQS和国际残奥会运动员排名分配方法进行重新分配。 |
| 国际排名                                 | 依序分配                     | 300個      | 如果截至2007年12月31日，国际残奥会委员会运动员排名中达到以上标准的运动员总数少于以上名额数。多余名额将会根据其最好B级成绩决定分配给各成员协会达到达标成绩（MQS）B级并且没有获得残奥会审查资格的运动员。                                                                     |
| 外卡選手                                 | 由国际残奥会田径协会酌情发放 | 10个       | |
| 合计                                     | 合计                         | 710个      | |

女子
| 資格賽                                   | 出線資格                     | 总名額數量 | 备注 |
| ---------------------------------------- | ---------------------------- | ---------- | --- |
| 2006国际残奥会世界锦标赛成绩排名分配方法 | 单项排名前4                  | 200個      | 如果有超过以上数目的运动员达到标准。国际残奥会委员会将会根据各成员协会运动员的以前最佳表现按比例分配，也就是根据运动员的世界排名来决定名额的分配。如果达到以上标准的运动员人数不足，国际残奥会委员会将余下参赛名额按达标成绩MQS和国际残奥会运动员排名分配方法进行重新分配。 |
| 国际排名                                 | 依序分配                     | 115個      | 如果截至2007年12月31日，国际残奥会委员会运动员排名中达到以上标准的运动员总数少于以上名额数。多余名额将会根据其最好B级成绩决定分配给各成员协会达到达标成绩（MQS）B级并且没有获得残奥会审查资格的运动员。                                                                     |
| 外卡選手                                 | 由国际残奥会田径协会酌情发放 | 10个       | |
| 合计                                     | 合计                         | 325个      | |

## 各國獎牌榜
| 排名 | 国家／地区            | 金牌 | 银牌 | 铜牌 | 總數 |
| ---- | --------------------- | ---- | ---- | ---- | ---- |
| 1    | 中国（CHN）           | 38   | 21   | 18   | 77   |
| 2    | （AUS）               | 10   | 9    | 7    | 26   |
| 3    | 南非（RSA）           | 10   | 2    | 4    | 16   |
| 4    | 加拿大（CAN）         | 10   | 1    | 8    | 19   |
| 5    | 美国（USA）           | 9    | 14   | 5    | 28   |
| 6    | 突尼斯（TUN）         | 9    | 9    | 3    | 21   |
| 7    | 乌克兰（UKR）         | 9    | 7    | 8    | 24   |
| 8    | 德国（GER）           | 5    | 9    | 7    | 21   |
| 9    | （KEN）               | 5    | 3    | 1    | 9    |
| 10   | 巴西（BRA）           | 4    | 4    | 7    | 15   |
| 11   | 古巴（CUB）           | 4    | 3    | 4    | 11   |
| 12   | 摩洛哥（MAR）         | 4    | 1    | 2    | 7    |
| 13   | 俄罗斯（RUS）         | 3    | 7    | 6    | 16   |
| 14   | 法国（FRA）           | 3    | 5    | 6    | 14   |
| 15   | 墨西哥（MEX）         | 3    | 1    | 3    | 7    |
| 16   | 克罗地亚（CRO）       | 3    | 1    | 0    | 4    |
| 17   | 爱尔兰（IRL）         | 3    | 0    | 0    | 3    |
| 18   | 英国（GBR）           | 2    | 7    | 8    | 17   |
| 19   | 日本（JPN）           | 2    | 7    | 3    | 12   |
| 20   | 阿尔及利亚（ALG）     | 2    | 3    | 7    | 12   |
| 21   | 伊朗（IRI）           | 2    | 3    | 1    | 6    |
| 22   | 芬兰（FIN）           | 2    | 1    | 1    | 4    |
| 23   | 尼日利亚（NGR）       | 2    | 1    | 0    | 3    |
| 24   | 奥地利（AUT）         | 2    | 0    | 1    | 3    |
| 25   | 泰国（THA）           | 1    | 5    | 4    | 10   |
| 26   | 波兰（POL）           | 1    | 4    | 6    | 11   |
| 27   | 希腊（GRE）           | 1    | 2    | 7    | 10   |
| 28   | 瑞士（SUI）           | 1    | 2    | 5    | 8    |
| 29   | 白俄罗斯（BLR）       | 1    | 2    | 0    | 3    |
| 29   | 拉脱维亚（LAT）       | 1    | 2    | 0    | 3    |
| 29   | 荷兰（NED）           | 1    | 2    | 0    | 3    |
| 32   | 西班牙（ESP）         | 1    | 1    | 5    | 7    |
| 33   | 阿塞拜疆（AZE）       | 1    | 1    | 4    | 6    |
| 34   | 丹麦（DEN）           | 1    | 1    | 0    | 2    |
| 34   | 沙特阿拉伯（KSA）     | 1    | 1    | 0    | 2    |
| 36   | 捷克（CZE）           | 1    | 0    | 8    | 9    |
| 37   | 韩国（KOR）           | 1    | 0    | 3    | 4    |
| 38   | 中国香港（HKG）       | 1    | 0    | 1    | 2    |
| 39   | 安哥拉（ANG）         | 0    | 3    | 0    | 3    |
| 40   | 塞浦路斯（CYP）       | 0    | 2    | 0    | 3    |
| 41   | 阿根廷（ARG）         | 0    | 1    | 1    | 2    |
| 41   | 比利时（BEL）         | 0    | 1    | 1    | 2    |
| 41   | 埃及（EGY）           | 0    | 1    | 1    | 2    |
| 41   | 委内瑞拉（VEN）       | 0    | 1    | 1    | 2    |
| 45   | 哥伦比亚（COL）       | 0    | 1    | 0    | 1    |
| 45   | 约旦（JOR）           | 0    | 1    | 0    | 1    |
| 45   | 立陶宛（LTU）         | 0    | 1    | 0    | 1    |
| 45   | 新西兰（NZL）         | 0    | 1    | 0    | 1    |
| 45   | 巴基斯坦（PAK）       | 0    | 1    | 0    | 1    |
| 45   | 巴布亚新几内亚（PNG） | 0    | 1    | 0    | 1    |
| 45   | 葡萄牙（POR）         | 0    | 1    | 0    | 1    |
| 45   | 斯洛文尼亚（SLO）     | 0    | 1    | 0    | 1    |
| 45   | 塞尔维亚（SRB）       | 0    | 1    | 0    | 1    |
| 54   | 意大利（ITA）         | 0    | 0    | 1    | 1    |
| 54   | 牙买加（JAM）         | 0    | 0    | 1    | 1    |
| 54   | 纳米比亚（NAM）       | 0    | 0    | 1    | 1    |
| 总计 | 总计                  | 160  | 160  | 160  | 480  |

## 各項成績

### 男子
| 项目 | 金牌                                                                             | 金牌                         | 银牌                                                                                       | 银牌                          | 铜牌                                                                            | 铜牌                 |
| 徑賽 |                                                                                  |                              |                                                                                            |                               |                                                                                 |                      |
| 男子100米T11级 | 卢卡斯·普拉 · 巴西（BRA）                                                        | 11.03                        | 若泽·阿曼多 · 安哥拉（ANG）                                                                | 11.35                         | 特雷索·马孔达 · 法国（FRA）                                                     | 11.46                |
| 男子100米T12级 | 乔赛亚·贾米森 · 美国（USA）                                                      | 10.89                        | 阿德昆莱·阿德索吉 · 尼日利亚（NGR）                                                        | 10.95                         | 杨育青 · 中国（CHN）                                                            | 10.96                |
| 男子100米T13级 | 贾森·史密斯 · 爱尔兰（IRL）                                                      | 10.62 WR                     | 阿列克谢·拉布津 · 俄罗斯（RUS）                                                            | 10.88                         | 路易斯·费利佩·古铁雷斯 · 古巴（CUB）                                            | 10.98                |
| 男子100米T35级 | 杨森 · 中国（CHN）                                                               | 12.29 WR                     | 傅昕瀚 · 中国（CHN）                                                                       | 12.55                         | 泰博霍·莫卡拉加迪 · 南非（RSA）                                                 | 12.82                |
| 男子100米T36级 | 罗曼·帕夫利克 · 乌克兰（UKR）                                                    | 12.25 PR                     | 本·拉什格罗夫 · 英国（GBR）                                                                | 12.35                         | 苏桦伟 · 中国香港（HKG）                                                        | 12.38                |
| 男子100米T37级 | 法尼·范德梅韦 · 南非（RSA）                                                      | 11.83 PR                     | 马玉喜 · 中国（CHN）                                                                       | 11.90                         | 苏菲安·哈姆迪 · 阿尔及利亚（ALG）                                               | 12.01                |
| 男子100米T38级 | 埃文·奥汉隆 · （AUS）                                                            | 10.96 WR                     | 周文俊 · 中国（CHN）                                                                       | 11.14                         | 米基塔·谢尼克 · 乌克兰（UKR）                                                   | 11.18                |
| 男子100米T42级 | 厄尔·康纳 · 加拿大（CAN）                                                        | 12.32 PR                     | 海因里希·波波夫 · 德国（GER）                                                              | 12.98                         | 约翰·麦克福尔 · 英国（GBR）                                                     | 13.08                |
| 男子100米T44级 | 奧斯卡·皮斯托利斯 · 南非（RSA）                                                  | 11.17                        | 杰罗姆·辛格尔顿 · 美国（USA）                                                              | 11.20                         | 布赖恩·弗雷热 · 美国（USA）                                                     | 11.50                |
| 男子100米T46级 | 希思·弗朗西斯 · （AUS）                                                          | 11.05                        | 弗朗西斯·孔帕翁 · 巴布亚新几内亚（PNG）                                                    | 11.10                         | 约翰松·纳西门托 · 巴西（BRA）                                                   | 11.25                |
| 男子100米T52级 | 迪安·伯杰龙 · 加拿大（CAN）                                                      | 17.47 PR                     | 贝亚特·伯施 · 瑞士（SUI）                                                                  | 17.51                         | 安德烈·博杜安 · 加拿大（CAN）                                                   | 17.77                |
| 男子100米T53级 | 乔希·乔治 · 美国（USA）                                                          | 14.79                        | 米基·布谢尔 · 英国（GBR）                                                                  | 14.86                         | 余世然 · 中国（CHN）                                                            | 15.09                |
| 男子100米T54级 | 莱奥-佩卡·泰赫蒂 · 芬兰（FIN）                                                   | 13.81                        | 赛冲·功曾 · 泰国（THA）                                                                    | 14.04                         | 素帕猜·圭索 · 泰国（THA）                                                       | 14.22                |
| 男子200米T11级 | 卢卡斯 ·普拉多 · 巴西（BRA）                                                     | 22.48 WR                     | 若泽·阿曼多 · 安哥拉（ANG）                                                                | 22.70                         | 阿里安·伊斯纳加 · 古巴（CUB）                                                   | 22.79                |
| 男子200米T12级 | 希尔顿·朗恩霍芬 · 南非（RSA）                                                    | 21.94                        | 李岩松 · 中国（CHN）                                                                       | 22.21                         | 杨育青 · 中国（CHN）                                                            | 22.39                |
| 男子200米T13级 | 贾森·史密斯 · 爱尔兰（IRL）                                                      | 21.43 WR                     | 阿列克谢·拉布津 · 俄罗斯（RUS）                                                            | 21.87                         | 武加尔·迈赫迪耶夫 · 阿塞拜疆（AZE）                                             | 22.00                |
| 男子200米T36级 | 苏桦伟 · 中国香港（HKG）                                                         | 24.65 WR                     | 罗曼·帕夫利克 · 乌克兰（UKR）                                                              | 25.05                         | 车冕 · 中国（CHN）                                                              | 25.34                |
| 男子200米T37级 | 法尼·范德梅韦 · 南非（RSA）                                                      | 23.84 WR                     | 苏菲安·哈姆迪 · 阿尔及利亚（ALG）                                                          | 24.10                         | 马玉喜 · 中国（CHN）                                                            | 24.48                |
| 男子200米T38级 | 埃文·奥汉隆 · （AUS）                                                            | 21.98 WR                     | 周文俊 · 中国（CHN）                                                                       | 22.38                         | 米基塔·谢尼克 · 乌克兰（UKR）                                                   | 22.52                |
| 男子200米T44级 | 奧斯卡·皮斯托利斯 · 南非（RSA）                                                  | 21.67 PR                     | 吉姆·鲍勃·比泽尔 · 美国（USA）                                                             | 22.62                         | 伊恩·琼斯 · 英国（GBR）                                                         | 23.00                |
| 男子200米T46级 | 希思·弗朗西斯 · （AUS）                                                          | 21.74 WR                     | 安东尼斯·阿雷斯蒂 · 塞浦路斯（CYP）                                                        | 22.15                         | 埃蒂亚姆·卡尔德龙 · 古巴（CUB）                                                 | 22.42                |
| 男子200米T52级 | 迪安·伯杰龙 · 加拿大（CAN）                                                      | 30.81 PR                     | 贝亚特·伯施 · 瑞士（SUI）                                                                  | 31.41                         | 佩·龙西 · 泰国（THA）                                                           | 32.07                |
| 男子200米T53级 | 余世然 · 中国（CHN）                                                             | 26.64                        | 理查德·科尔曼 · （AUS）                                                                    | 26.71                         | 洪锡万 · 韩国（KOR）                                                            | 26.87                |
| 男子200米T54级 | 张立新 · 中国（CHN）                                                             | 24.34                        | 赛冲·功曾 · 泰国（THA）                                                                    | 25.15                         | 莱奥-佩卡·泰赫蒂 · 芬兰（FIN）                                                  | 25.17                |
| 男子400米T11级 | 卢卡斯 ·普拉多 · 巴西（BRA）                                                     | 50.27                        | 若泽·阿曼多 · 安哥拉（ANG）                                                                | 50.44                         | 亚历山大·伊万纽欣 · 乌克兰（UKR）                                               | 50.82                |
| 男子400米T12级 | 马蒂亚斯·施罗德 · 德国（GER）                                                    | 49.45                        | 路易斯·贡萨尔维斯 · 葡萄牙（POR）                                                          | 50.15                         | 勒扎·奥斯曼诺夫 · 阿塞拜疆（AZE）                                               | 50.20                |
| 男子400米T13级 | 路易斯·曼努埃尔·加拉诺 · 古巴（CUB）                                             | 49.12 PR                     | 弗雷迪·杜鲁蒂 · 古巴（CUB）                                                                | 49.52                         | 扬尼斯·普罗托斯 · 希腊（GRE）                                                   | 49.99                |
| 男子400米T36级 | 罗曼·帕夫利克 · 乌克兰（UKR）                                                    | 54.13 WR                     | 阿尔乔姆·阿列菲耶夫 · 俄罗斯（RUS）                                                        | 55.59                         | 车冕 · 中国（CHN）                                                              | 55.70                |
| 男子400米T38级 | 费尔哈特·希达 · 葡萄牙（POR）                                                    | 51.14                        | 阿巴斯·赛义迪 · 葡萄牙（POR）                                                              | 51.97                         | 安德里·奥努夫里延科 · 乌克兰（UKR）                                             | 52.45                |
| 男子400米T44级 | 奧斯卡·皮斯托利斯 · 南非（RSA）                                                  | 47.49 WR                     | 吉姆·鲍勃·比泽尔 · 美国（USA）                                                             | 50.98                         | 伊恩·琼斯 · 英国（GBR）                                                         | 51.69                |
| 男子400米T46级 | 希思·弗朗西斯 · （AUS）                                                          | 47.69 WR                     | 安东尼斯·阿雷斯蒂 · 塞浦路斯（CYP）                                                        | 48.87                         | 萨穆埃尔·科梅纳雷斯 · 委内瑞拉（VEN）                                           | 49.51                |
| 男子400米T52级 | 伊藤智也 · 日本（JPN）                                                           | 57.25 PR                     | 高田利博 · 日本（JPN）                                                                     | 1:00.32                       | 迪安·伯杰龙 · 加拿大（CAN）                                                     | 1:00.43              |
| 男子400米T53级 | 洪锡万 · 韩国（KOR）                                                             | 47.67 WR                     | 李虎召 · 中国（CHN）                                                                       | 48.43                         | 理查德·科尔曼 · （AUS）                                                         | 48.92                |
| 男子400米T54级 | 张立新 · 中国（CHN）                                                             | 45.07                        | 戴维·韦尔 · 英国（GBR）                                                                    | 46.02                         | 赛冲·功曾 · 泰国（THA）                                                         | 46.86                |
| 男子800米T12级 | 阿卜杜勒－拉希姆·齐乌 · 葡萄牙（POR）                                            | 1:52.13 WR                   | 拉萨罗·拉斯奇德·阿吉拉尔 · 古巴（CUB）                                                     | 1:52.40                       | 奥达伊尔·桑托斯 · 巴西（BRA）                                                   | 1:53.73              |
| 男子800米T13级 | 阿卜杜拉·马梅 · 摩洛哥（MAR）                                                    | 1:54.78 PR                   | 小彼得·戈特瓦尔德 · 美国（USA）                                                            | 1:55.49                       | 扎因丁·萨赫里 · 阿尔及利亚（ALG）                                               | 1:55.90              |
| 男子800米T36级 | 阿尔乔姆·阿列菲耶夫 · 俄罗斯（RUS）                                              | 2:08.83 WR                   | 何称恩 · 中国（CHN）                                                                       | 2:14.76                       | 帕维尔·哈拉格佐夫 · 俄罗斯（RUS）                                               | 2:14.80              |
| 男子800米T37级 | 迈克尔·麦克基洛普 · 爱尔兰（IRL）                                                | 1:59.39 WR                   | 布拉德·斯科特 · （AUS）                                                                    | 2:02.71                       | 贾迈勒·马斯图里 · 法国（FRA）                                                   | 2:03.04              |
| 男子800米T46级 | 马尔钦·阿维曾 · 波兰（POL）                                                      | 1:52.36 WR                   | 萨米尔·努伊瓦 · 阿尔及利亚（ALG）                                                          | 1:52.97                       | 阿卜杜勒－拉赫曼·艾特 · 西班牙（ESP）                                           | 1:53.68              |
| 男子800米T52级 | 伊藤智也 · 日本（JPN）                                                           | 1:53.42                      | 高田稔浩 · 日本（JPN）                                                                     | 1:53.67                       | 格拉特 · 奥地利（AUT）                                                          | 1:56.26              |
| 男子800米T53级 | 李虎召 · 中国（CHN）                                                             | 1:36.30 WR                   | 乔希·乔治 · 美国（USA）                                                                    | 1:37.09                       | 洪锡万 · 韩国（KOR）                                                            | 1:37.45              |
| 男子800米T54级 | 戴维·韦尔 · 英国（GBR）                                                          | 1:36.61                      | 库尔特·费恩利 · （AUS）                                                                    | 1:36.76                       | 巴越·沃霍伦 · 泰国（THA）                                                       | 1:37.12              |
| 男子1500米T11级 | 张振 · 中国（CHN）                                                               | 4:10.05                      | 萨姆韦尔·穆沙伊·基马尼 · （KEN）                                                           | 4:11.76                       | 贾森·邓克利 · 加拿大（CAN）                                                     | 4:12.53              |
| 男子1500米T12/13级 | 亨利·基普罗诺·基鲁瓦 · （KEN）                                                   | 4:06.11                      | 拉萨罗·拉斯奇德·阿吉拉尔 · 古巴（CUB）                                                     | 4:06.40                       | 伊格纳西奥·阿维拉 · 西班牙（ESP）                                               | 4:07.00              |
| 男子1500米T46级 | 亚伯拉罕·切鲁约特·塔贝 · （KEN）                                                 | 3:52.50 WR                   | 阿卜杜勒－拉赫曼·艾特 · 西班牙（ESP）                                                      | 3:53.46                       | 萨米尔·努伊瓦 · 阿尔及利亚（ALG）                                               | 3:53.63              |
| 男子1500米T54级 | 戴维·韦尔 · 英国（GBR）                                                          | 3:10.34                      | 巴越·沃霍伦 · 泰国（THA）                                                                  | 3:10.68                       | 库尔特·费恩利 · （AUS）                                                         | 3:14.28              |
| 男子5000米T11级 | 张振 · 中国（CHN）                                                               | 15:27.35                     | 弗朗西斯·苏奥·卡兰贾 · （KEN）                                                             | 15:32.28                      | 亨利·瓦尼奥伊克 · （KEN）                                                       | 15:47.17             |
| 男子5000米T12/13级 | 亨利·基普罗诺·基鲁瓦 · （KEN）                                                   | 14:24.02 T12 WR              | 优素福·本·易卡拉欣 · 摩洛哥（MAR）                                                         | 14:50.32 T13 PR               | 奥达伊尔·桑托斯 · 巴西（BRA）                                                   | 14:53.35             |
| 男子5000米T46级 | 亚伯拉罕·切鲁约特·塔贝 · （KEN）                                                 | 14:20.88 WR                  | 穆罕默德·富扎伊 · 葡萄牙（POR）                                                            | 14:38.96                      | 马里奥·桑蒂连 · 墨西哥（MEX）                                                   | 14:43.78             |
| 男子5000米T54级 | 巴越·沃霍伦 · 泰国（THA）                                                        | 10:22.38                     | 库尔特·费恩利 · （AUS）                                                                    | 10:22.97                      | 戴维·韦尔 · 英国（GBR）                                                         | 10:23.03             |
| 男子10000米T12级 | 亨利·基普罗诺·基鲁瓦 · （KEN）                                                   | 31:42.97 PR                  | 阿卜杜勒－拉希姆·齐乌 · 葡萄牙（POR）                                                      | 31:43.15                      | 奥达伊尔·桑托斯 · 巴西（BRA）                                                   | 31:57.91             |
| 男子4X100米接力T11-13级 | 中国（CHN） · 刘向坤 · 李强 · 杨育青 · 李岩松                                    | 42.75 WR                     | 委内瑞拉（VEN） · 约尔达尼·席尔瓦 · 里卡多·桑塔纳 · 奥杜韦尔·达萨 · 费尔南多·费雷尔        | 43.55                         | 法国（FRA） · 特雷索·马孔达 · 帕斯夸莱·加洛 · 斯特凡纳·博佐洛 · 罗南·帕利耶     | 44.49                |
| 男子4X100米接力T35-38级 | （AUS） · 埃文·奥汉隆 · 达伦·思拉普 · 克里斯托弗·马林斯 · 蒂姆·沙利文            | 44.81 WR                     | 中国（CHN） · 车冕 · 周文俊 · 杨晨 · 马玉喜                                                | 45.00                         | 突尼斯（TUN） · 法里斯·哈姆迪 · 阿巴斯·赛义迪 · 穆罕默德·沙尔米 · 费尔哈特·希达 | 47.81                |
| 男子4X100米接力T42-46级 | 美国（USA） · 吉姆·鲍勃·比泽尔 · 布赖恩·弗雷热 · 凯西·斯蒂布斯 · 杰罗姆·辛格尔顿 | 42.75 WR                     | 巴西（BRA） · 安德烈·路易斯·奥利韦拉 · 约翰松·纳西门托 · 克劳德米尔·桑托斯 · 阿兰·奥利韦拉 | 45.25                         | （AUS） · 希思·弗朗西斯 · 斯蒂芬·威尔逊 · 阿伦·查特曼 · 保罗·雷森               | 45.80                |
| 男子4X100米接力T53/54级 | 中国（CHN） · 纵凯 · 赵骥 · 张立新 · 李虎召                                      | 49.90                        | 泰国（THA） · 素帕猜·圭索 · 赛冲·功曾 · 巴越·沃霍伦 · 比切·功革                            | 51.93                         | 韩国（KOR） · 洪锡万 · 郑东和 · 奎泰 · 刘秉勋                                   | 53.52                |
| 男子4X400米接力T53/54级 | 中国（CHN） · 崔彦峰 · 赵骥 · 李虎召 · 张立新                                    | 3:05.67 WR                   | 泰国（THA） · 素帕猜·圭索 · 巴越·沃霍伦 · 比切·功革 · 赛冲·功曾                            | 3:11.63                       | 法国（FRA） · 朱利安·卡索利 · 皮埃尔·费尔班克 · 阿兰·菲斯 · 德尼·勒默尼耶       | 3:17.93              |
| 男子馬拉松T12级 | 祁顺 · 中国（CHN）                                                               | 2:30:32 WR                   | 埃尔金·塞尔纳 · 哥伦比亚（COL）                                                            | 2:31:16                       | 伊利达尔·波梅卡洛夫 · 俄罗斯（RUS）                                             | 2:33:27              |
| 男子馬拉松T46级 | 马里奥·桑蒂连 · 墨西哥（MEX）                                                    | 2:27:04 WR                   | 蒂托·塞纳 · 巴西（BRA）                                                                    | 2:30:49                       | 瓦尔特·恩德里齐 · 意大利（ITA）                                                 | 2:32:51              |
| 男子馬拉松T52级 | 格拉特奥 · 奥地利（AUT）                                                         | 1:40:07 WR                   | 上与那原宽和 · 日本（JPN）                                                                 | 1:40:10                       | 高田利博 · 日本（JPN）                                                          | 1:40:20              |
| 男子馬拉松T54级 | 库尔特·费恩利 · （AUS）                                                          | 1:23:17 PR                   | 佐佐原广记 · 日本（JPN）                                                                   | 1:23:17                       | 恩斯特·范迪克 · 南非（RSA）                                                     | 1:23:18              |
| 田賽 |                                                                                  |                              |                                                                                            |                               |                                                                                 |                      |
| 男子擲棒F32/51级 | 穆拉德·伊杜迪 · 葡萄牙（POR）                                                    | 35.77m 1125分 F32 WR         | 斯蒂芬·米勒 · 英国（GBR）                                                                  | 34.37m 1081分                 | 扬·瓦涅克 · 捷克（CZE）                                                         | 25.59m 1063分        |
| 男子鐵餅F11/12级 | 瓦西里·利辛斯基 · 乌克兰（UKR）                                                  | 40.59m 991分                 | 塞瓦斯蒂安·巴尔达萨里 · 阿根廷（ARG）                                                      | 40.43m 988分                  | 亚历山大·亚西诺维 · 乌克兰（UKR）                                               | 49.52m 974分         |
| 男子鐵餅F32/51级 | 穆拉德·伊杜迪 · 葡萄牙（POR）                                                    | 19.72m 1132分 F32 WR         | 约热·弗莱雷 · 斯洛文尼亚（SLO）                                                            | 10.99m 1119分 F51 WR          | 马丁·兹沃拉内克 · 捷克（CZE）                                                   | 10.78m 1098分        |
| 男子鐵餅F33/34/52级 | 艾加尔斯·阿皮尼斯 · 拉脱维亚（LAT）                                              | 20.47m 1097分 F52 WR         | 克里斯·马丁 · 英国（GBR）                                                                  | 28.37m 1074分 F33 PR          | 罗曼·穆西尔 · 捷克（CZE）                                                       | 27.11m 1026分        |
| 男子鐵餅F35/36级 | 郭伟 · 中国（CHN）                                                               | 54.13m 1131分 F35 WR         | 王文波 · 中国（CHN）                                                                       | 38.98m 1116分 F36 WR          | 雷金纳德·贝内德 · 纳米比亚（NAM）                                               | 37.57m 1076分        |
| 男子鐵餅F37/38级 | 贾瓦德·哈达尼 · 伊朗（IRI）                                                      | 45.62m 1024分 F38 PR         | 尼古拉·扎布尼亚克 · 乌克兰（UKR）                                                          | 52.00m 1010分 F37 WR          | 夏东 · 中国（CHN）                                                              | 51.65m 1003分        |
| 男子鐵餅F42级 | 法尼·隆巴德 · 南非（RSA）                                                        | 46.75m                       | 迈赫达德·卡拉姆·扎德 · 伊朗（IRI）                                                         | 44.74m                        | 王乐正 · 中国（CHN）                                                            | 42.95m               |
| 男子鐵餅F44级 | 杰里米·坎贝尔 · 美国（USA）                                                      | 55.08m                       | 杰基·克里斯蒂安森 · 丹麦（DEN）                                                            | 53.69m                        | 丹尼尔·格里夫斯 · 英国（GBR）                                                   | 53.04m               |
| 男子鐵餅F53/54级 | 范良 · 中国（CHN）                                                               | 31.08m 1130分 F54 WR         | 德拉任科·米特罗维奇 · 塞尔维亚（SRB）                                                      | 29.09m 1058分                 | 大井利江 · 日本（JPN）                                                          | 26.21m 1032分 F53 PR |
| 男子鐵餅F55/56级 | 莱昂纳多·迪亚斯 · 古巴（CUB）                                                    | 40.87m 1061分 F56 WR         | 阿里·穆罕默德·亚里 · 伊朗（IRI）                                                           | 39.23m 1023分                 | 大井利江 · 日本（JPN）                                                          | 39.21m 1021分        |
| 男子鐵餅F57/58级 | 阿列克谢·阿沙帕托夫 · 俄罗斯（RUS）                                              | 57.61m 1079分 F58 WR         | 郑卫海 · 中国（CHN）                                                                       | 49.09m 1052分 F57 WR          | 罗斯季斯拉夫·波尔曼 · 捷克（CZE）                                               | 45.48m 975分         |
| 男子跳高F44/46级 | 杰夫·斯基布阿 · 美国（USA）                                                      | 2.11m 1056分 F44 WR          | 阿伦·查特曼 · （AUS）                                                                      | 2.02m 1011分                  | 陈鸿杰 · 中国（CHN）                                                            | 1.96m 980分          |
| 男子標槍F11/12级 | 朱鹏凯 · 中国（CHN）                                                             | 63.07m 1114分 F12 WR         | 布拉尼米尔·布代蒂奇 · 克罗地亚（CRO）                                                      | 57.11m 1009分                 | 米罗斯瓦夫·佩赫 · 波兰（POL）                                                   | 56.01m 989分         |
| 男子標槍F33/34/52级 | 法鲁齐·拉齐克 · 葡萄牙（POR）                                                    | 34.81m 1305分 F34 WR         | 穆罕默德·卡里德 · 葡萄牙（POR）                                                            | 31.26m 1172分                 | 让－皮埃尔·塔拉蒂尼 · 法国（FRA）                                               | 31.19m 1169分        |
| 男子標槍F35/36级 | 郭伟 · 中国（CHN）                                                               | 56.07m 1283分 F35 WR         | 帕维尔·彼得罗夫斯基 · 波兰（POL）                                                          | 42.88m 1158分 F36 WR          | 尼古拉斯·纽曼 · 南非（RSA）                                                     | 42.48m 1147分        |
| 男子標槍F37/38级 | 夏东 · 中国（CHN）                                                               | 57.81m 1201分 F37 WR         | 张学龙 · 中国（CHN）                                                                       | 50.24m 1044分                 | 贾瓦德·哈达尼 · 伊朗（IRI）                                                     | 47.65m 972分         |
| 男子標槍F42/44级 | 高明杰 · 中国（CHN）                                                             | 57.60m 1057分 F44 WR         | 叶夫根尼·古德科夫 · 俄罗斯（RUS）                                                          | 55.50m 1018分                 | 高长龙 · 中国（CHN）                                                            | 55.30m 1015分        |
| 男子標槍F53/54级 | 马尔库·尼尼迈基 · 芬兰（FIN）                                                    | 29.33m 1112分 F54 WR         | 阿卜杜勒－礼萨·朱卡尔 · 伊朗（IRI）                                                        | 22.08m 1108分 F53 WR          | 费利克斯·塞佩达 · 墨西哥（MEX）                                                 | 28.67m 1087分        |
| 男子標槍F55/56级 | 彼得·赫勒伊特斯 · 荷兰（NED）                                                    | 42.27m 1159分 F56 WR         | 张应斌 · 中国（CHN）                                                                       | 32.70m 994分                  | 亚西尔·阿卜杜勒－阿齐兹·赛义德 · 埃及（EGY）                                    | 30.54m 929分         |
| 男子標槍F57/58级 | 穆罕默德－礼萨·米尔萨伊·贾布里 · 伊朗（IRI）                                     | 40.84m 1052分 F57 WR         | 马哈茂德·拉马丹·阿塔尔 · 埃及（EGY）                                                       | 48.80m 1035分                 | 罗斯季斯拉夫·波尔曼 · 捷克（CZE）                                               | 39.85m 1027分        |
| 男子跳遠F11级 | 李端 · 中国（CHN）                                                               | 6.61m                        | 莱克斯·吉勒特 · 美国（USA）                                                                | 6.46m                         | 阿萨纳西奥斯·巴拉卡斯 · 希腊（GRE）                                             | 6.17m                |
| 男子跳遠F12级 | 希尔顿·朗恩霍芬 · 南非（RSA）                                                    | 7.31m PR                     | 乌萨马·尚基提 · 沙特阿拉伯（KSA）                                                          | 7.06m(+0.3m/s)                | 奥列格·帕纽京 · 阿塞拜疆（AZE）                                                 | 7.06m(+0.6m/s)       |
| 男子跳遠F37/38级 | 费尔哈特·希达 · 葡萄牙（POR）                                                    | 6.44m(+0.9m/s) 1104分 F38 WR | 海德尔·阿里 · 巴基斯坦（PAK）                                                              | 6.44m(+1.9m/s) 1104分 =F38 WR | 马玉喜 · 中国（CHN）                                                            | 6.19m F37级WR 1076分 |
| 男子跳遠F42/44级 | 沃伊特克·奇日 · 德国（GER）                                                      | 6.50m 1101分 F42 WR          | 山本笃 · 日本（JPN）                                                                       | 5.84m 989分                   | 凯西·斯蒂布斯 · 美国（USA）                                                     | 6.39m 988分          |
| 男子跳遠F46级 | 阿诺·阿苏马尼 · 法国（FRA）                                                      | 7.23m 1038分 WR              | 戴维·鲁斯 · 南非（RSA）                                                                    | 6.64m 953分                   | 李康勇 · 中国（CHN）                                                            | 6.61m 949分          |
| 男子鉛球F11/12级 | 戴维·卡西诺斯 · 西班牙（ESP）                                                    | 14.50m 1050分                | 弗拉基米尔·安德留先科 · 俄罗斯（RUS）                                                      | 16.46m 1015分                 | 瓦西里·利辛斯基 · 乌克兰（UKR）                                                 | 13.59m 984分         |
| 男子鉛球F32级 | 卡里姆·贝蒂纳 · 阿尔及利亚（ALG）                                                | 10.65m WR                    | 穆拉德·伊杜迪 · 葡萄牙（POR）                                                              | 10.40m                        | 穆尼尔·巴基里 · 阿尔及利亚（ALG）                                               | 9.37m                |
| 男子鉛球F33/34/52级 | 卡迈勒·卡尔杰纳 · 阿尔及利亚（ALG）                                              | 11.54m 1109分 F33 WR         | 艾加尔斯·阿皮尼斯 · 拉脱维亚（LAT）                                                        | 10.02m 1099分 F52 WR          | 凯尔·佩蒂 · 加拿大（CAN）                                                       | 11.04m 1023分        |
| 男子鉛球F35/36级 | 郭伟 · 中国（CHN）                                                               | 16.22m 1122分 F35 WR         | 埃德加斯·贝格斯 · 拉脱维亚（LAT）                                                          | 15.54m 1075分                 | 帕维尔·彼得罗夫斯基 · 波兰（POL）                                               | 13.03m 1044分 F36 WR |
| 男子鉛球F37/38级 | 夏东 · 中国（CHN）                                                               | 16.60m 1104分 F37 WR         | 托马什·布拉特凯维奇 · 波兰（POL）                                                          | 14.74m 980分                  | 托马斯·洛施 · 德国（GER）                                                       | 14.44m 968分         |
| 男子鉛球F40级 | 帕斯卡利斯·斯塔塞拉科斯 · 希腊（GRE）                                            | 11.75m WR                    | 马蒂亚斯·梅斯特尔 · 德国（GER）                                                            | 11.16m                        | 侯赛因·格尔祖利 · 阿尔及利亚（ALG）                                             | 11.08m               |
| 男子鉛球F42级 | 达尔科·克拉利 · 克罗地亚（CRO）                                                  | 14.43m WR                    | 马克西姆·纳罗日内 · 俄罗斯（RUS）                                                          | 13.92m                        | 法尼·隆巴德 · 南非（RSA）                                                       | 13.87m               |
| 男子鉛球F44级 | 杰基·克里斯蒂安森 · 丹麦（DEN）                                                  | 17.89m WR                    | 保罗·雷森 · （AUS）                                                                        | 15.83m                        | 赫尔丹·丰塞卡 · 古巴（CUB）                                                     | 15.65m               |
| 男子鉛球F53/54级 | 毛罗·马克西莫 · 墨西哥（MEX）                                                    | 8.72m 1073分 F53 WR          | 马尔库·尼尼迈基 · 芬兰（FIN）                                                              | 9.92m 1021分 F54 WR           | 乔恩·费尔南德斯 · 希腊（GRE）                                                   | 8.29m 1020分         |
| 男子鉛球F55/56级 | 奥洛汗·穆萨耶夫 · 阿塞拜疆（AZE）                                                | 13.49m 1162分 F56 WR         | 克日什托夫·斯莫什切夫斯基 · 波兰（POL）                                                    | 11.95m 1030分                 | 马丁·涅梅茨 · 捷克（CZE）                                                       | 11.55m 1020分 F55 PR |
| 男子鉛球F57/58级 | 阿列克谢·阿沙帕托夫 · 俄罗斯（RUS）                                              | 16.03m 1072分 F58 WR         | 贾米勒·谢卜利 · 约旦（JOR）                                                                | 14.28m 1064分 F57 WR          | 阿纳斯塔西奥斯·齐乌 · 希腊（GRE）                                               | 13.72m 1023分        |
| 男子三級跳遠F11级 | 李端 · 中国（CHN）                                                               | 13.71m WR                    | 泽伊尼丁·比拉洛夫 · 阿塞拜疆（AZE）                                                        | 12.80m                        | 哈维尔·波拉斯 · 西班牙（ESP）                                                   | 12.71m               |
| 男子三級跳遠F12级 | 乌萨马·尚基提 · 沙特阿拉伯（KSA）                                                | 15.37m WR                    | 伊万·克岑科 · 乌克兰（UKR）                                                                | 15.24m                        | 弗拉基米尔·扎耶茨 · 阿塞拜疆（AZE）                                             | 15.00m               |
| 男子五項全能P12级 | 希尔顿·朗恩霍芬 · 南非（RSA）                                                    | 3403分                       | 托马斯·乌布利希 · 德国（GER）                                                              | 3178分                        | 马哈茂德·哈立迪 · 葡萄牙（POR）                                                 | 3149分               |
| 男子五項全能P44级 | 杰里米·坎贝尔 · 美国（USA）                                                      | 4662分                       | 杰夫·斯基布阿 · 美国（USA）                                                                | 4274分                        | 乌尔斯·科利 · 瑞士（SUI）                                                       | 4118分               |
| *由于部分项目中，残障程度相近但不同的运动员参加一个比赛争夺一枚金牌，因此最终排定名次不是依其实际成绩，而是根据其实际成绩及残障程度转换后的得分来排定名次，因此可能出现实际成绩差的运动员反而排名高的情况。 |                                                                                  |                              |                                                                                            |                               |                                                                                 |                      |

### 女子
| 项目 | 金牌                                          | 金牌                 | 银牌                                                                    | 银牌                 | 铜牌                                                                                 | 铜牌                 |
| 徑賽 |                                               |                      |                                                                         |                      |                                                                                      |                      |
| 女子100米T11级 | 吴春苗 · 中国（CHN）                          | 12.31 PR             | 特雷齐尼娅·吉列尔米纳 · 巴西（BRA）                                     | 12.40                | 阿德里娅·桑托斯 · 巴西（BRA）                                                        | 13.07                |
| 女子100米T12级 | 奥克萨娜·博图尔丘克 · 乌克兰（UKR）           | 12.38                | 莉比·克莱格 · 英国（GBR）                                               | 12.51                | 埃娃·恩吉 · 西班牙（ESP）                                                            | 12.58                |
| 女子100米T13级 | 萨娜·本哈马 · 摩洛哥（MAR）                   | 12.28                | 伊尔丝·海耶斯 · 南非（RSA）                                             | 12.45                | 亚历山德拉·季莫格卢 · 希腊（GRE）                                                    | 12.56                |
| 女子100米T36级 | 王芳 · 中国（CHN）                            | 13.82 WR             | 克劳迪娅·尼科莱齐克 · 德国（GER）                                       | 15.00                | 黑兹尔·辛普森 · 英国（GBR）                                                          | 15.40                |
| 女子100米T37级 | 莉萨·麦金托什 · （AUS）                       | 14.14                | 维多利亚·克拉夫琴科 · 乌克兰（UKR）                                     | 14.21                | 玛丽亚·塞弗特 · 德国（GER）                                                          | 14.28                |
| 女子100米T38级 | 因娜·季亚琴科 · 乌克兰（UKR）                 | 13.43 WR             | 索尼娅·曼苏尔 · 葡萄牙（POR）                                           | 13.66                | 玛加丽塔·科普季洛娃 · 俄罗斯（RUS）                                                  | 13.97                |
| 女子100米T42级 | 佩拉·布斯塔曼特 · 墨西哥（MEX）               | 16.32 WR             | 安妮特·罗曾 · 荷兰（NED）                                               | 17.13                | 克里斯蒂娜·沃尔夫 · （AUS）                                                          | 17.49                |
| 女子100米T44级 | 阿普丽尔·霍姆斯 · 美国（USA）                 | 13.72                | 玛丽－阿梅莉·菲尔 · 法国（FRA）                                         | 13.73                | 汪涓 · 中国（CHN）                                                                   | 13.73                |
| 女子100米T46级 | 尤尼迪丝·卡斯蒂略 · 古巴（CUB）               | 12.04 WR             | 叶连娜·奇斯季林娜 · 俄罗斯（RUS）                                       | 12.65                | 阿莉恰·菲奥多罗夫 · 波兰（POL）                                                      | 12.66                |
| 女子100米T52级 | 米歇尔·史迪威 · 加拿大（CAN）                 | 19.97 WR             | 八卷智美 · 日本（JPN）                                                  | 21.00                | 田中照代 · 日本（JPN）                                                               | 21.33                |
| 女子100米T53级 | 黄丽莎 · 中国（CHN）                          | 16.22 WR             | 杰茜卡·加利 · 美国（USA）                                               | 16.88                | 伊拉娜·达夫 · 加拿大（CAN）                                                          | 17.69                |
| 女子100米T54级 | 尚塔尔·珀蒂克莱尔 · 加拿大（CAN）             | 16.15                | 刘文君 · 中国（CHN）                                                    | 16.20                | 董红娇 · 中国（CHN）                                                                 | 16.24                |
| 女子200米T11级 | 特雷齐尼娅·吉列尔米纳 · 巴西（BRA）           | 25.14                | 吴春苗 · 中国（CHN）                                                    | 25.40                | 热鲁莎·桑托斯 · 巴西（BRA）                                                          | 26.09                |
| 女子200米T12级 | 阿西娅·阿努尼 · 法国（FRA）                   | 24.84 WR             | 奥克萨娜·博图尔丘克 · 乌克兰（UKR）                                     | 25.03                | 埃娃·恩吉 · 西班牙（ESP）                                                            | 25.70                |
| 女子200米T13级 | 萨娜·本哈马 · 摩洛哥（MAR）                   | 24.89                | 南泰宁·凯塔 · 法国（FRA）                                               | 25.51                | 亚历山德拉·季莫格卢 · 希腊（GRE）                                                    | 25.59                |
| 女子200米T36级 | 王芳 · 中国（CHN）                            | 29.57                | 克劳迪娅·尼科莱齐克 · 德国（GER）                                       | 31.48                | 黑兹尔·辛普森 · 英国（GBR）                                                          | 32.43                |
| 女子200米T37级 | 莉萨·麦金托什 · （AUS）                       | 29.28                | 维多利亚·克拉夫琴科 · 乌克兰（UKR）                                     | 29.60                | 玛丽亚·塞弗特 · 德国（GER）                                                          | 29.99                |
| 女子200米T38级 | 因娜·季亚琴科 · 乌克兰（UKR）                 | 27.81 WR             | 索尼娅·曼苏尔 · 葡萄牙（POR）                                           | 28.07                | 玛加丽塔·科普季洛娃 · 俄罗斯（RUS）                                                  | 28.62                |
| 女子200米T44级 | 格林 · 德国（GER）                            | 28.02                | 凯特·霍兰 · 新西兰（NZL）                                               | 28.36                | 斯蒂芬妮·里德 · 加拿大（CAN）                                                        | 28.85                |
| 女子200米T46级 | 尤尼迪丝·卡斯蒂略 · 古巴（CUB）               | 24.72 WR             | 阿莉恰·菲奥多罗夫 · 波兰（POL）                                         | 25.96                | 朱莉·史密斯 · （AUS）                                                                | 26.03                |
| 女子200米T52级 | 米歇尔·史迪威 · 加拿大（CAN）                 | 36.18 PR             | 山木伴美 · 日本（JPN）                                                  | 37.44                | 皮娅·施密德 · 瑞士（SUI）                                                            | 39.95                |
| 女子200米T53级 | 黄丽莎 · 中国（CHN）                          | 29.17 WR             | 杰茜卡·加利 · 美国（USA）                                               | 29.68                | 周洪转 · 中国（CHN）                                                                 | 30.15                |
| 女子200米T54级 | 尚塔尔·珀蒂克莱尔 · 加拿大（CAN）             | 27.52                | 塔蒂亚娜·麦克法登 · 美国（USA）                                         | 28.43                | 曼努埃拉·沙尔 · 瑞士（SUI）                                                          | 28.84                |
| 女子400米T12级 | 阿西娅·阿努尼 · 法国（FRA）                   | 55.06                | 奥克萨娜·博图尔丘克 · 乌克兰（UKR）                                     | 55.88                | 特雷齐尼娅·吉列尔米纳 · 巴西（BRA）                                                  | 57.02                |
| 女子400米T13级 | 萨娜·本哈马 · 摩洛哥（MAR）                   | 55.56 PR             | 亚历山德拉·季莫格卢 · 希腊（GRE）                                       | 56.09                | 南泰宁·凯塔 · 法国（FRA）                                                            | 56.28                |
| 女子400米T53级 | 杰茜卡·加利 · 美国（USA）                     | 54.88 WR             | 周洪转 · 中国（CHN）                                                    | 55.28                | 安贾莉·福伯·普拉特 · 美国（USA）                                                     | 56.79                |
| 女子400米T54级 | 尚塔尔·珀蒂克莱尔 · 加拿大（CAN）             | 52.02                | 塔蒂亚娜·麦克法登 · 美国（USA）                                         | 53.49                | 黛安娜·罗伊 · 加拿大（CAN）                                                          | 54.72                |
| 女子800米T12/13级 | 苏玛娅·布赛义德 · 葡萄牙（POR）               | 2:03.21              | 阿西娅·阿努尼 · 法国（FRA）                                             | 2:04.96 T12 WR       | 叶连娜·保托娃 · 俄罗斯（RUS）                                                        | 2:15.70              |
| 女子800米T53级 | 周洪转 · 中国（CHN）                          | 1:57.25              | 杰茜卡·加利 · 美国（USA）                                               | 1:57.25              | 阿曼达·麦格罗里 · 美国（USA）                                                        | 1:57.31              |
| 女子800米T54级 | 尚塔尔·珀蒂克莱尔 · 加拿大（CAN）             | 1:45.19 WR           | 塔蒂亚娜·麦克法登 · 美国（USA）                                         | 1:46.95              | 黛安娜·罗伊 · 加拿大（CAN）                                                          | 1:48.07              |
| 女子1500米T12/13级 | 苏玛娅·布赛义德 · 葡萄牙（POR）               | 4:14.00              | 阿西娅·阿努尼 · 法国（FRA）                                             | 4:19.20 T12 WR       | 叶连娜·保托娃 · 俄罗斯（RUS）                                                        | 4:32.91              |
| 女子1500米T54级 | 尚塔尔·珀蒂克莱尔 · 加拿大（CAN）             | 3:39.88              | 谢莉·伍兹 · 英国（GBR）                                                 | 3:40.99              | 埃迪特·洪克勒 · 瑞士（SUI）                                                          | 3:41.03              |
| 女子5000米T54级* | 阿曼达·麦格罗里 · 美国（USA）                 | 12:29.07             | 黛安娜·罗伊 · 加拿大（CAN）                                             | 12:29.08             | 谢莉·伍兹 · 英国（GBR）                                                              | 12:29.32             |
| *赛事备注：在2008年9月8日进行的比赛中，因在倒数第2圈时瑞士选手汉克勒引发5名选手连环相撞，IPC技术委员会赛后认定比赛结果不公平，因此决定取消整场比赛的成绩，收回奖牌，同时取消瑞士选手的重赛资格，并定于9月12日重新进行比赛。 |                                               |                      |                                                                         |                      |                                                                                      |                      |
| 女子4X100米接力T53/54级 | 中国（CHN） · 董红娇 · 刘文君 · 黄丽莎 · 张婷 | 57.61 WR             | （AUS） · 麦迪逊·德罗萨里奥 · 克丽丝蒂·道斯 · 安吉·巴拉德 · 杰迈玛·穆尔 | 1:01.91              | 美国（USA） · 塔蒂亚娜·麦克法登 · 安贾莉·福伯·普拉特 · 阿曼达·麦格罗里 · 杰茜卡·加利 | 1:02.16              |
| 女子馬拉松T54级 | 埃迪特·洪克勒 · 瑞士（SUI）                   | 1:39:59 PR           | 阿曼达·麦格罗里 · 美国（USA）                                           | 1:40:00              | 桑德拉·格拉夫 · 瑞士（SUI）                                                          | 1:40:01              |
| 田賽 |                                               |                      |                                                                         |                      |                                                                                      |                      |
| 女子鐵餅F12/13级 | 塔玛拉·西瓦科娃 · 白俄罗斯（BLR）             | 41.29m 970分         | 张亮敏 · 中国（CHN）                                                    | 40.35m 948分         | 伊丽莎白·阿尔马达 · 阿根廷（ARG）                                                    | 38.03m 894分         |
| 女子鐵餅F32-34/51-53级 | 捷季扬娜·亚基布丘克 · 乌克兰（UKR）           | 17.05m 1129分 F33 WR | 弗朗西丝·赫尔曼 · 德国（GER）                                           | 21.19m 1108分 F34 WR | 尤斯拉·本·杰马 · 葡萄牙（POR）                                                       | 21.00m 1098分        |
| 女子鐵餅F35/36级 | 吴晴 · 中国（CHN）                            | 25.80m 1199分 F36 WR | 卡思·普劳德富特 · （AUS）                                               | 23.91m 1111分        | 阿拉·马尔奇克 · 乌克兰（UKR）                                                        | 22.15m 1029分        |
| 女子鐵餅F37/38级 | 米娜 · 中国（CHN）                            | 33.67m 1146分 F37 WR | 阿曼达·弗雷泽 · （AUS）                                                 | 29.73m 1012分        | 李春花 · 中国（CHN）                                                                 | 27.95m 951分         |
| 女子鐵餅F40级 | 孟根吉米素 · 中国（CHN）                      | 28.04m WR            | 拉娃·特利利 · 葡萄牙（POR）                                             | 27.61m               | 纳贾特·贾拉 · 摩洛哥（MAR）                                                          | 26.86m               |
| 女子鐵餅F42-46级 | 王君 · 中国（CHN）                            | 36.99m 1216分 F42 WR | 杨月 · 中国（CHN）                                                      | 42.38m 1122分 F44 WR | 郑宝珠 · 中国（CHN）                                                                 | 33.19m 1091分        |
| 女子鐵餅F54-56级 | 玛丽安娜·布根哈根 · 德国（GER）               | 27.80m 1060分 F55 WR | 王婷 · 中国（CHN）                                                      | 17.04m 1010分        | 亚娜·费斯洛娃 · 捷克（CZE）                                                          | 24.82m 946分         |
| 女子鐵餅F57/58级 | 尤卡丽娅·恩吉德卡·伊伊亚齐 · 尼日利亚（NGR）  | 35.20m 1120分 F58 PR | 斯特拉·埃内娃 · 保加利亚（BUL）                                         | 34.58m 1100分        | 纳迪娅·迈杰迈吉 · 阿尔及利亚（ALG）                                                  | 28.74m 1090分 F57 PR |
| 女子標槍F33/34/52/53级 | 安东尼娅·巴莱克 · 克罗地亚（CRO）             | 12.82m 1425分 F52 WR | 卢瓦杰达·贝努迈萨德 · 阿尔及利亚（ALG）                                 | 17.28m 1217分 F34 WR | 比吉特·波尔 · 德国（GER）                                                            | 16.36m 1152分        |
| 女子標槍F35-38级 | 吴晴 · 中国（CHN）                            | 28.84m 1612分 F36 WR | 雪莱娜·科埃略 · 巴西（BRA）                                             | 35.95m 1513分 F37 WR | 雷娜塔·希莱夫斯卡 · 波兰（POL）                                                      | 25.39m 1161分 F35 WR |
| 女子標槍F42-46级 | 姚娟 · 中国（CHN）                            | 40.51m 1106分 F44 WR | 安德烈娅·黑根 · 德国（GER）                                             | 39.23m 1071分 F46 WR | 马德琳·霍根 · （AUS）                                                                | 38.89m 1062分        |
| 女子標槍F54-56级 | 马丁娜·莫妮卡·维林 · 德国（GER）              | 23.99m 1204分 F56 PR | 阿尼娅·艾迪 · 葡萄牙（POR）                                             | 16.83m 1149分 F54 WR | 达妮埃拉·托多罗娃 · 保加利亚（BUL）                                                  | 19.38m 1092分        |
| 女子標槍F57/58级 | 青素萍 · 中国（CHN）                          | 22.71m 1140分        | 纳库米查·扎卡约 · （KEN）                                               | 22.64m 1137分        | 赫妮·贝拉斯科 · 墨西哥（MEX）                                                        | 30.57m 1037分        |
| 女子跳遠F12级 | 奥克萨娜·祖布科夫斯卡 · 乌克兰（UKR）         | 6.28m 1137分 WR      | 沃尔佳·津克维奇 · 白俄罗斯（BLR）                                       | 5.81m 1052分         | 刘苗苗 · 中国（CHN）                                                                 | 5.74m 1039分         |
| 女子跳遠F13级 | 伊尔丝·海耶斯 · 南非（RSA）                   | 5.68m                | 安西·卡拉扬尼 · 希腊（GRE）                                             | 5.63m                | 斯维特拉娜·戈尔边科 · 乌克兰（UKR）                                                  | 5.62m                |
| 女子跳遠F42级 | 克里斯蒂娜·沃尔夫 · （AUS）                   | 3.73m WR             | 安妮特·罗曾 · 荷兰（NED）                                               | 3.63m                | 埃娃·杰琳斯卡 · 波兰（POL）                                                          | 3.62m                |
| 女子跳遠F44级 | 安德烈娅·舍尔奈 · 奥地利（AUT）               | 4.82m 966分          | 玛丽－阿梅莉·菲尔 · 法国（FRA）                                         | 4.71m 944分          | 阿斯特丽德·霍夫特 · 德国（GER）                                                      | 4.67m 936分          |
| 女子鉛球F12/13级 | 汤红霞 · 中国（CHN）                          | 12.69m 1017分        | 塔玛拉·西瓦科娃 · 白俄罗斯（BLR）                                       | 12.13m 972分         | 乔迪·威利斯－罗伯茨 · （AUS）                                                        | 11.21m 898分         |
| 女子鉛球F32-34/52/53级 | 安东尼娅·巴莱克 · 克罗地亚（CRO）             | 5.69m 1240分 F52 WR  | 比吉特·波尔 · 德国（GER）                                               | 8.46m 1122分         | 玛丽亚·斯塔马图拉 · 希腊（GRE）                                                      | 5.64m 1109分 F32 WR  |
| 女子鉛球F35/36级 | 阿拉·马尔奇克 · 乌克兰（UKR）                 | 9.33m 1048分 F36 WR  | 吴晴 · 中国（CHN）                                                      | 9.13m 1025分         | 雷娜塔·希莱夫斯卡 · 波兰（POL）                                                      | 9.26m 992分          |
| 女子鉛球F37/38级 | 米娜 · 中国（CHN）                            | 11.58m 1129分 F37 WR | 阿尔东娜·格里加柳涅 · 立陶宛（LTU）                                     | 12.58m 1102分 F38 WR | 埃娃·贝尔纳 · 捷克（CZE）                                                            | 10.84m 1057分        |
| 女子鉛球F40级 | 拉娃·特利利 · 葡萄牙（POR）                   | 8.95m WR             | 孟根吉米素 · 中国（CHN）                                                | 8.48m                | 莱拉·贾拉 · 摩洛哥（MAR）                                                            | 8.44m                |
| 女子鉛球F42-46级 | 郑宝珠 · 中国（CHN）                          | 10.06m 1078分 F42 WR | 钟永渊 · 中国（CHN）                                                    | 9.80m 1051分         | 米夏埃拉·弗勒特 · 德国（GER）                                                        | 12.58m 1034分 F44 WR |
| 女子鉛球F54-56级 | 埃娃·卡恰努 · 捷克（CZE）                     | 6.73m 1084分 F54 WR  | 马丁娜·莫妮卡·维林 · 德国（GER）                                        | 8.61m 1034分 F56 WR  | 玛丽安娜·布根哈根 · 德国（GER）                                                      | 8.54m 1026分         |
| 女子鉛球F57/58级 | 尤卡丽娅·恩吉德卡·伊伊亚齐 · 尼日利亚（NGR）  | 10.96m 1128分 F58 WR | 安赫莱斯·奥尔蒂斯 · 墨西哥（MEX）                                       | 10.94m 1126分        | 纳迪娅·迈杰迈吉 · 阿尔及利亚（ALG）                                                  | 10.93m 1088分 F57 WR |
| *由于部分项目中，残障程度相近但不同的运动员参加一个比赛争夺一枚金牌，因此最终排定名次不是依其实际成绩，而是根据其实际成绩及残障程度转换后的得分来排定名次，因此可能出现实际成绩差的运动员反而排名高的情况。                 |                                               |                      |                                                                         |                      |                                                                                      |                      |

### 未得牌的纪录创造者名单
- 注释：一般情况下，一项比赛完全结束后的纪录创造者必然是金牌得主，但由于残奥会田径的特殊赛制，使得不同级别的运动员参加一个小项，而世界纪录仍然是按级别记录，因此可能会出现世界纪录创造者没有奖牌的情况。本表即列出此类运动员。

| 运动员                        | 项目                   | 成绩          | 记录类别 | 比赛名次 |
| 马丁·涅梅茨（捷克）           | 男子铁饼F55/56级       | 37.48m 987分  | F55 PR   | 第4名    |
| 罗曼·穆西尔（捷克）           | 男子标枪F33/34/52级    | 25.05m 1158分 | F33 PR   | 第4名    |
| 罗德·法尔（）                 | 男子标枪F33/34/52级    | 17.55m 1003分 | F52 PR   | 第6名    |
| 马丁娜·克涅兹科娃（捷克）     | 女子铁饼F32-34/51-53级 | 13.39m 902分  | F52 PR   | 第9名    |
| 埃斯特拉·萨拉斯（墨西哥）     | 女子铁饼F32-34/51-53级 | 12.29m 848分  | F53 PR   | 第13名   |
| 雷娜塔·希莱夫斯卡（波兰）     | 女子铁饼F35/36级       | 23.81m 991分  | F35 PR   | 第4名    |
| 达妮埃拉·弗拉季洛娃（捷克）   | 女子铁饼F37/38级       | 28.13m 950分  | F38 PR   | 第4名    |
| 埃丝特·韦拉（墨西哥）         | 女子标枪F33/34/52/53级 | 11.69m 1027分 | F53 WR   | 第4名    |
| 郑宝珠（中国）                | 女子标枪F42-46级       | 31.05m 1056分 | F42 PR   | 第4名    |
| 捷季扬娜·亚基布丘克（乌克兰） | 女子铅球F32-34/52/53级 | 6.48m 1020分  | F34 PR   | 第4名    |

## 外部連結
- 本屆残奧会各項項目比賽時間表
- . BOCOG.   [2008-07-06]. （原始内容 (htm)存档于2008-06-02）.
- 国际残奥会官方网站（页面存档备份，存于）